# Георг Саксен-Мейнингенский
Георг Саксен-Мейнингенский (нем. Georg Prinz von Sachsen-Meiningen; 11 октября 1892, Кассель — 6 января 1946, Череповец, СССР) — Глава дома Саксен-Мейнинген в 1941—1946 годах из эрнестинской линии Веттинов. Его дядя герцог Бернхард III Саксен-Мейнингенский отрёкся от своих прав 10 ноября 1918 года во время Ноябрьской революции в Германии, когда была упразднена монархия. После смерти своего дяди Эрнста 29 декабря 1941 года стал главой Саксен-Мейнингенского дома под именем Георга III. Являлся последним частным владельцем дворцово-паркового комплекса Хельдбург в Тюрингии.

## Биография
Георг родился в городе Кассель, земля Гессен, 11 октября 1892 года. Он был старшим сыном генерал-лейтенанта прусской армии Фридриха Саксен-Мейнингенского и его супруги графини Аделаиды Липпе-Бистерфельдской. Георг получал правовое образование в Мюнхенском и Йенском университетах.
Георг прервал обучение с началом Первой мировой войны. Во время войны он командовал кавалерийским полком. После войны он возобновил учёбу и какое-то время служил судьёй в городе Хильдбургхаузене, земля Тюрингия. С 1926 по 1945 год он был владельцем Veste Heldburg. 1 мая 1933 года вступил в НСДАП. Во Вторую мировую служил в вермахте в звании майора.
Георг умер в советском лагере для военнопленных под Череповцом 6 января 1946 года. Его второй сын Фридрих Альфред отказался от наследственных прав, став монахом. Титул перешёл к младшему брату Георга, Бернхарду.

## Семья и дети
22 февраля 1919 года в городе Фрайбург-в-Брайсгау Георг женился на графине Кларе Марии Корф Шмиссинг-Керссенброк (1895—1992). В браке родилось четверо детей.
- Антон Ульрих (23 декабря 1919 — 20 мая 1940), погиб в битве за Альбер
- Фридрих Альфред (5 апреля 1921 — 18 сентября 1997), отказался от наследственных прав в пользу дяди.
- Мария Елизавета (18 декабря 1922 — 31 марта 1923), умерла в младенчестве
- Регина (6 января 1925 — 3 февраля 2010), вышла замуж за кронпринца Австрийского Отто фон Габсбурга